# Felipe Poey
Felipe Poey y Aloy, (26 de Maio de 1799, Havana, Cuba - 28 de Janeiro de 1891) foi um naturalista e escritor.

## Biografia
Filho de francês, passou parte da sua infância em Pau, França (entre 1804 e os 8 anos de idade), onde realizou três anos de estudo. Depois do regresso a Havana e da morte de seu pai, ingressou no Real Seminario de San Carlos, no qual foi aluno de Félix Varela. Ali tirou o bacharelato em Direito, em 1820. Pouco depois, em Madrid (Espanha), foi investido como advogado e trabalhou como professor na Real Academia de Jurisprudencia y Legislación.
No ano de 1826 em París, colabora com grandes zoólogos da época, foi um dos fundadores, em 1832, da Sociedade Entomológica da França. Trabalhou no laboratório de Cuvier e começou a publicar Centuria de Lepidopteres delílle de Cuba. Foi membro da Sociedade Zoológica de Londres, Sociedade dos Amigos de História Natural de Berlim. Foi também sócio de honra da Real Academia de Ciências, do Musee e da Sociedade de História Natural de Madrid.
Fundou o Museu de História Natural em 1839. Em 1842 ocupou a cátedra de Zoologia e Anatomia Comparada na Universidade de Havana. Foi Decano da Facultade de Ciências e Vice-reitor da Universidade. Fundou a sua biblioteca de Ictiologia e de Ciências Naturais. Foi Membro Fundador da Academia de Ciências Médicas, Físicas e Naturais e Presidente da Sociedade Antropológica, ambas de Havana.
Colaborou em várias publicações, tanto nacionais como estrangeiras. Foi autor de Compendio de geografía de la Isla de Cuba (1836), que teve múltiplas edições; de um curso de Zoologia (1843); de Memorias sobre la Historia Natural de la Isla de Cuba (1851 e 1856-1858), com sumários em latim e extractos em francês, em dois volumes; de Curso elemental de Mineralogía (1872); de Poissons de l´Ile de Cuba (1874), e do tratado Ictiología cubana (1955 e 1962), no qual trabalhou durante maisde cinquenta anos.
No campo da literatura, traduziu Historia de los Imperios de Asiria, publicada em Havana em 1847. também traduziu com Rafael Navarro, Nociones elementales de Historia Natura (1844 e 1862), de G. Delafosse.